# An-Nàssir Ayyub
Al-Màlik an-Nàssir Ayyub ibn Tughtaguín ibn Ayyub —àrab: الملك الناصر أيوب بن طغتكين بن أيوب, al-Malik an-Nāṣir Ayyūb b. Ṭuḡtagīn b. Ayyūb—, conegut simplement com a an-Nàssir Ayyub fou un príncep aiúbida del Iemen, que va ser emir del 1202 al 1214.

## Biografia
L'atabeg d'Ismaïl, Sayf al-Din Sunkur, havia estat apartat de qualsevol funció de govern pel seu senyor quan va arribar al poder i es trobava de fet confinat al castell de Hadjdja, però en va sortir al saber-se la mort d'Ismaïl i llavors va proclamar al seu altre pupil, el jove germà d'Ismail, An-Nàssir Ayyub del qual es va declarar atabeg. Nàssir es va establir a Taizz i tot seguit va restablir les coses com abans d'Ismail. A la pregària de divendres es va tornar a llegir la khutba o oració en nom del califa abbàssida; va perdonar els kurds que havien matat al seu germà i fins i tot va nomenar dos dels conspiradors com a governadors, un a Sanaa i un a la Tihama (excloent Zabid i Kedra). A Sanaa va esclatar una revolta contra els kurds; tots els kurds que es van trobar a la ciutat foren assassinats; però el governador va reagrupar forces fora de les muralles i la va assetjar i combatre. Pel seu costat el atabeg Sunkur va anar a Djubla (1202) i llavors va cridar al governador de Sanaa, Warxar (que li devia el càrrec) per ajudar-lo a lluitar contra el governador kurd de Zabid que obstaculitzava les seves ambicions. Els dos homes van avançar cap a Zabid i van xocar contra el governador a Kurtub, i el van derrotar. Així Sunkur dominava ara de fet tot el Iemen incloent Zabid (restava encara la revolta de l'imam que es podia considerar menor).
El 1203 es va produir a Zabid una pluja de cendra blanca que va durar 24 hores, i va anar seguida d'una pluja de cendra negra tan espessa que semblava que fos de nit. És de suposar que això fou a causa de l'erupció d'algun volcà.
El 1208 l'atabeg va atacar Baraqix i també es van lliurar diverses batalles entre l'imam i el governador kurd de Sana i finalment l'imam va demanar la pau. El 1211 va morir Sunkur i el 1213 el va seguir Warxar de Sanaa. Al lloc de Sunkur fou nomenat com a wazir Badr al-Din ibn Djabril. El 1214 el wazir va convèncer l'emir de fer una expedició contra l'imam Abd Allah ibn Hamza; per això Nàssir va anar a Sanaa, i en aquesta ciutat fou enverinat per Badr al-Din (1214). Nàssir fou enterrat a un mausoleu al sud de la ciutat de Taizz. L'intent de Badr-ad-Din d'usurpar el poder no va reeixir. L'emirat va acabar en mans d'al-Mudhàffar Sulayman, un cosí.

## Font
- Ali ben al-Hasan al-Khazradji, The pearls-strings: a history of the Resuliyy dinasty of Yemen, traducció de Sir James W. Redhouse, Leyden i Londres, 1906